# Ах, эти брюки
«Ах, эти брюки» (другое название — «Поглаженные розы») (пол. Ach, te spodnie) — русско-польская немая чёрно-белая короткометражная кинокомедия, снятая режиссёром Эдвардом Пухальским в 1914 году (по другим сведениям, фильм «Ах, эти брюки» поставил К. Каминский).
Кинолента не сохранилась.

## Сюжет
Кино — фарс. Трагическая ситуация со счастливым и весёлым финалом.

## В ролях
- Казимира Невяровская — Кама
- Владислав Щавинский — Владек
- Ванда Мановская — Дульская
- Виктор Мисевич — портной